# Rhopalodiaceae
Die Rhopalodiaceae sind eine Familie (Biologie) von Kieselalgen (Bacillariophyta) mit Typus-Gattung Rhopalodia O.F. Müller, 1895. Zu den Vertretern der Familie gehören vor allem marine, aber auch Brack- und (seltener) Süßwasser-Arten.
Die Mitglieder der Familie Rhopalodiaceae sind durch spezielle stickstofffixierende Organellen gekennzeichnet, die Sphäroidkörper (en. spheroid bodies) genannt werden und (im Fall der Gattungen Rhopalodia und Epithemia nachweislich) cyanobakteriellen Ursprungs sind. Diese Organellen befinden sich im Zytoplasma und sind untrennbar mit der Wirtszelle verbunden.

## Etymologie
Der Name der Typusgattung Rhopalodia leitet sich ab von griechisch ῥοπαλώδης rópalodes, deutsch ‚keulenartig‘, der Familienname trägt die für Pflanzenfamilien typische Endung ‚-ceae‘. Das Artepitheton gibba kommt aus dem Lateinischen und bedeutet ‚Höcker‘ oder ‚höckerig‘.

## Systematik
Die Systematik der Familie ist mit Stand November 2024 wie folgt:
Familie Rhopalodiaceae (Karsten) Topachevs'kyj & Oksiyuk, 1960(A,e,N,W)
- Gattung Epithemia F. T. Kützing, 1844[12](A,e,N,W) bzw. Epithemia Brébisson(µ) oder Epithemia Brébisson ex Kützing[13]
- Gattung Protokeelia C. W. Reimer & J. J. Lee, 1984(A,e,N,?W)
- Gattung Rhopalodia Otto Müller, 1895[9][14](A,e,µ,N,?W) – Typusgattung
- Gattung Yoshidaia S. Komura, 1976(A,e,W) – nur fossil überliefert
- ohne Gattungszuweisung:
  - Spezies Rhopalodiaceae sp. ShD-2019a(N)

Synonyme und Verschiebungen
- Gattung Cystopleura Brébisson ex Kuntze, 1891, nom. illeg. – gemäß AlgaeBase sind alle Arten (Spezies) einer der folgenden anderen Gattungen zugeordnet:(A)[15]

- Epithemia bzw. Rhopalodia (innerhalb der Familie)
- Hantzschia bzw. Denticula (Ordnung Bacillariales, Familie Bacillariaceae)
- Eunotia (Unterklasse Eunotiophycidae, Ordnung Eunotiales, Familie Eunotiaceae)
- Eunotiopsis (incertae sedis innerhalb der Kieselalgen)

In der Gattung verblieben ist lediglich die Spezies Cystopleura kurzeana (Rabenhorst) Kuntze 1891 Basionym Epithemia kurzeana Rabenhorst mit Status ‚unsicher‘.
- Gattung Pyxidicula Ehrenberg, 1834, nom. rejic. ⇒ Synonym für Rhopalodia(A)
- Gattung Thermocharis Ehrenberg, 1858 ⇒ Synonym für Epithemia(A)

Anmerkungen:
- A – AlgaeBase[3]
- W – World Register of Marine Species (WoRMS)[4]
- e – Encyclopedia of Life (eoL)[6]
- N – Taxonomie des National Center for Biotechnology Information (NCBI)[5]
- µ – Nordic Microalgae and aquatic protozoa, Swedish Meteorological and Hydrological Institute (SMHI)[16]

? = unsicher

### GattungRhopalodia

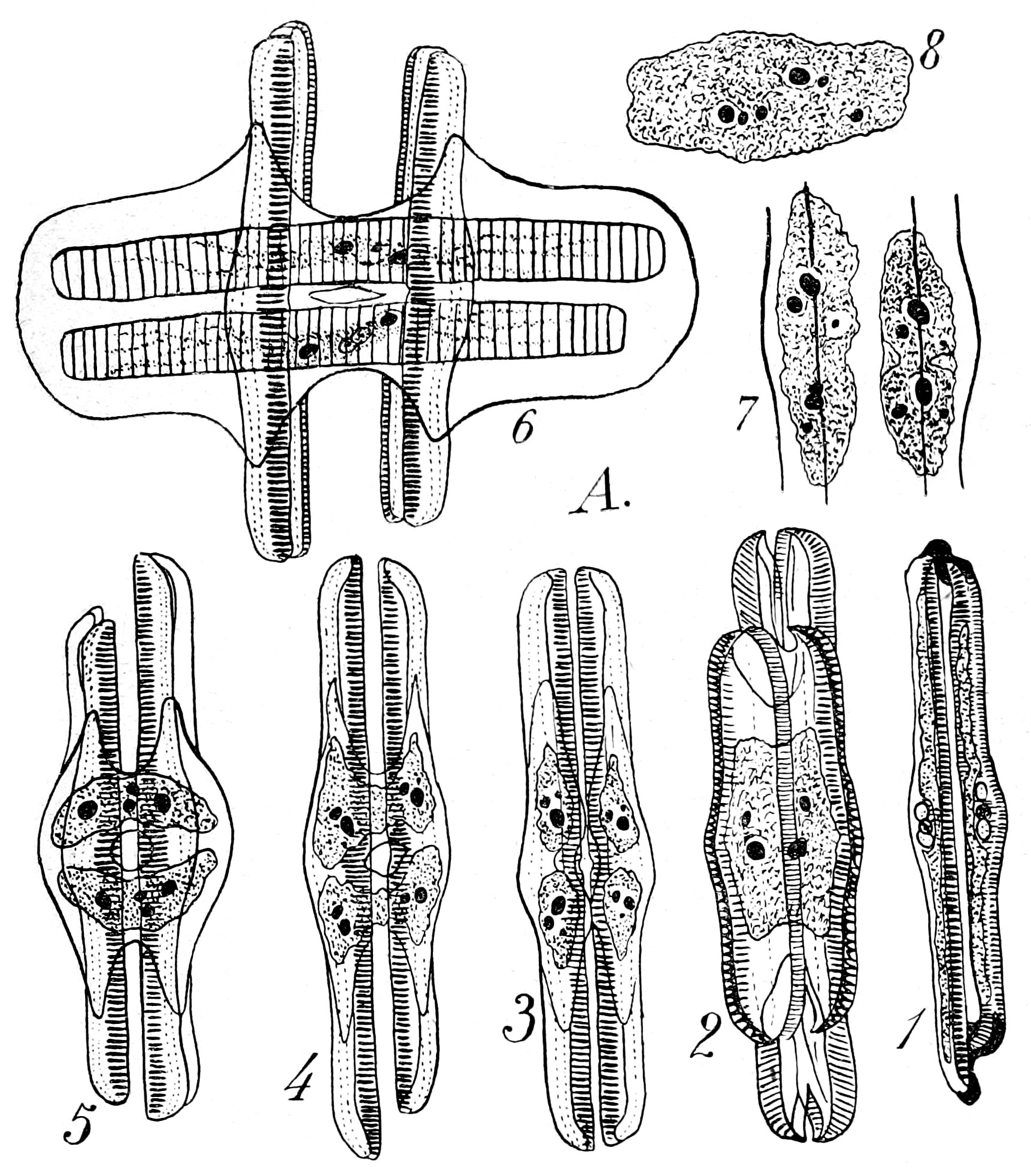
Rhopalodia sp.: 1–6 – Kopulation der Kieselalgenzellen; 7, 8 – Fusion der Zellkerne.

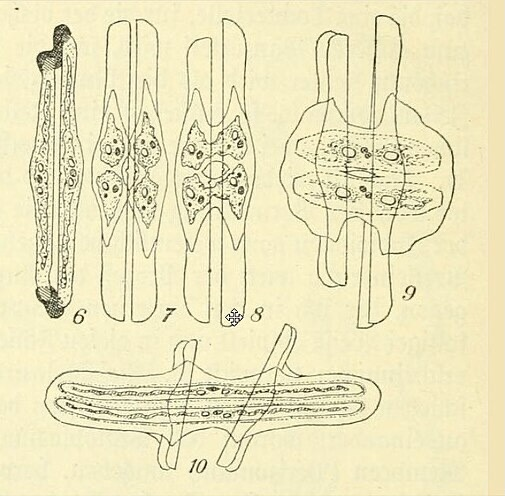
Rhopalodia gibba, Auxosporenbildung: 6. Zwei Zellen vereinigt, 7. Kern- und Zellteilung, 8. Konjugation, 9, 10 Separation (Streckung der Zygote).

Die Zellenhülle (Frustel) ist in der Seitenansicht (en. zone view) – von den Enden abgesehen – linear bis elliptisch, bei afrikanischen Spezies auch keulen- oder kuppelförmig (en. clavate). Die Schalen (Valven) sind nieren- bis linsenförmig/lanzettlich (en. reniform to lunate). Entlang der konvexen Kante bzw. des Kiels befindet sich eine Raphe, die aber bei einigen Arten in der normalen Position der Schalen nicht sichtbar ist. Der Hauptunterschied zwischen den Gattungen Epithemia und Rhopalodia liegt in der bei Rhopalodia eher verborgenen Lage der Raphe. Bei Epithemia sind zudem die Schalen anders als bei Rhopalodia deutlich gebogen und haben eine innere Trennwand.
Es gibt einen einzigen Plastiden (Chloroplast, bei Kieselalgen auch traditionell Chromatophor genannt) in der Gestalt eines langen unregelmäßig strukturierten Bandes. Vermutlich sind auch Pyrenoide vorhanden.
Um sich leichter im Wasser halten zu können, lagert Rhopalodia kleine Öltröpfchen ein, die, an der richtigen Stelle platziert, eine perfekt ausgewogene Verteilung ergeben und zusammen mit den grünen Chloroplasten die Färbung ihres Inneren bestimmen.
Vertreter der Gattung kommen sowohl in marinen Umgebungen als auch im Süßwasser vor.

### Rhopalodia-Artenliste
Für diese Gattung gilt als Typusspezies (Holotyp) Rhopalodia gibba (Ehrenberg) Otto Müller, 1895,
von Christian Gottfried Ehrenberg zunächst beschrieben als Navicula gibba Ehrenberg, 1830/1832 (Basionym).
Eine abweichende Autorenschaft – Rhopalodia gibba (Kuetz.) Müller – findet sich bei Charles S. Boyer (1916)
Rhopalodia gibba ist eine relativ häufige Art, die am Grund von Quellen in Schiefer- und Granitgebieten vorkommen kann.
Die Typlokalität ist bei Orenburg am Ural.
Diese Spezies besitzt hat neben den Kieselalgen-typischen sekundären Plastiden zusätzlich Cyanobakterien der Gattung Cyanothece als weitere Endosymbionten (Sphäroide).
In der Lagune von Camorchos (spanisch Laguna de Camorchos, Charcas de los Camorchos,
40,5967° N, 3,9207° W) bei Hoyo de Manzanares nördlich von Madrid, Spanien, etwa ist Rhopalodia gibba eine der häufigsten Spezies unter den Kieselalgen. Von diesen Teichen wurden von Antonio Ordez im Jahr 2015 Proben entnommen und untersucht, welche eine große Artenvielfalt an Mikroorganismen dieses Ortes bezeugten.
Auswahl von Spezies der Gattung Rhopalodia:
- Spezies Rhopalodia acuminata Krammer 1987(A)
- Spezies Rhopalodia arcuata (Pantocsek) Kisseleva 1950(†A)
- Spezies Rhopalodia argus W. Smith(A)
- Spezies Rhopalodia brebissonii Krammer 1987(A)
- Spezies Rhopalodia budayana (Pantocsek) Pantocsek 1905(A)
- Spezies Rhopalodia clavata (Dickie) O. Müller 1895(A)
- Spezies Rhopalodia constricta (W. Smith) Krammer 1987(A)
- Spezies Rhopalodia crassipunctata Krammer 1988(A)
- Spezies Rhopalodia dubia (H. Peragallo & M. Peragallo) Paddock & P. A. Sims 1980(A) [Auricula dubia H. Peragallo & M. Paragallo(A)]
- Spezies Rhopalodia frickeiana Palik 1961(A)
- Spezies Rhopalodia gibba (Ehrenberg) Otto Müller, 1895(N,?W) – Typusart(A) – lt. AlgaeBase ein Synonym für korrekt Epithemia gibba (Ehrenberg) Kützing(A)
- Spezies Rhopalodia gibberula (Ehrenberg) O. Müller, 1895(A,N,?W)
- Spezies Rhopalodia gracilis O. Müller 1895(A)
- Spezies Rhopalodia graciloides Hustedt 1938(A)
- Spezies Rhopalodia graeca (Ehrenberg) Kusber & R.Jahn 2006(A) [Cocconema graecum Ehrenberg(A)]
- Spezies Rhopalodia heribaudii M. Peragallo 1920(A)
- Spezies Rhopalodia hirundinella (Brun) M. Peragallo 1903(A) [Epithemia hirundinella Brun(A)]
- Spezies Rhopalodia linearis Pantocsek 1912(A)
- Spezies Rhopalodia maharashtrensis Sarode & Kamat, 1984(W)
- Spezies Rhopalodia michelorum Krammer 1988(A)
- Spezies Rhopalodia minusculus Tsumura & Murobuse(A)
- Spezies Rhopalodia multicostata (Pantocsek) O. Müller 1900(A) [Epithemia multicostata Pantocsek(A)]
- Spezies Rhopalodia musculus (Kützing) O. Müller, 1900(A,?W) [Epithemia musculus Kützing(A)]
- Spezies Rhopalodia quisumbingiana Skvortzov [Skvortzov] 1937(A)
- Spezies Rhopalodia rumrichiae Krammer 1987(A)
- Spezies Rhopalodia rupestris (W. Smith) Krammer 1987(A) [Epithemia rupestris W. Smith(A)]
- Spezies Rhopalodia sculpta Krammer 1987(A)
- Spezies Rhopalodia sterrenburgii Krammer 1987(A)
- Spezies Rhopalodia stricta Å. Berg 1945(A)
- Spezies Rhopalodia stuhlmannii O. Müller 1895(A)
- Spezies Rhopalodia supresemicirculata (Krasske) Krammer 1987(A) [Rhopalodia musculus var. supresemicirculata Krasske(A)]
- Spezies Rhopalodia tholulata Vijverman & Compère, 1991(A,W)
- Spezies Rhopalodia tibetica Mereschkowsky(A)
- Spezies Rhopalodia uhli Fricke 1906(A)
- Spezies Rhopalodia uncinata O. Müller 1895(A)
- Spezies Rhopalodia sp. 9vi08.1F.2(N)
- Spezies Rhopalodia sp. DBBT-17(N)
- Spezies Rhopalodia sp. Rhop_LGBT_01(N)

Fossile Arten:
- Spezies Rhopalodia aubertii Héribaud 1920(†A)
- Spezies Rhopalodia berriatii Héribaud 1920(†A)
- Spezies Rhopalodia charbonnelii Héribaud 1920(†A)
- Spezies Rhopalodia cleopatrae (Pantocsek) Kisseleva 1950(†A)
- Spezies Rhopalodia hendeyi Reinbold 1937(†A)
- Spezies Rhopalodia maeotica (Pantocsek) Kisseleva 1950(†A) [Epithemia maeotica Pantocsek(†A)]
- Spezies Rhopalodia ornata (Missuna) Kisseleva 1950(†A) [Epithemia ornata Missuna(†A)]
- Spezies Rhopalodia perinsignis (Pantocsek) Kisseleva 1950(†A) [Epithemia perinsignis Pantocsek(†A)]
- Spezies Rhopalodia pethoei (Pantocsek) Pantocsek 1905(†A) [Epithemia pethoei Pantocsek(†A)]
- Spezies Rhopalodia wetzelii Hustedt 1927(†A)

Anmerkungen:
- A – AlgaeBase[25]
- W – World Register of Marine Species (WoRMS)[19]
- N – Taxonomie des National Center for Biotechnology Information (NCBI)[26]

† = fossil
? = unsicher
Laut WoRMS ist Rhopalodia gibba ein gültiger Name,
laut AlgaeBase aber ein Synonym für Epithemia gibba (Ehrenberg) Kützing 1844. D. h. die AlgaeBase ordnet diese Spezies der Schwestergattung Epithemia(innerhalb derselben Familie) zu, wodurch der Gattung Rhopalodia ihre Typusspezies verloren geht, ohne dass AlgaeBase einen Ersatz anbietet.
Stattdessen wurde neuerdings vorgeschlagen, die ganze Gattung Rhopalodia als Untergattung Epithemia subg. Rhopalodia aufzufassen – insbesondere, wenn die Typusgattung R. gibba als dorthin verschoben angesehen wird.

### Rhopalodia-Bildergalerie

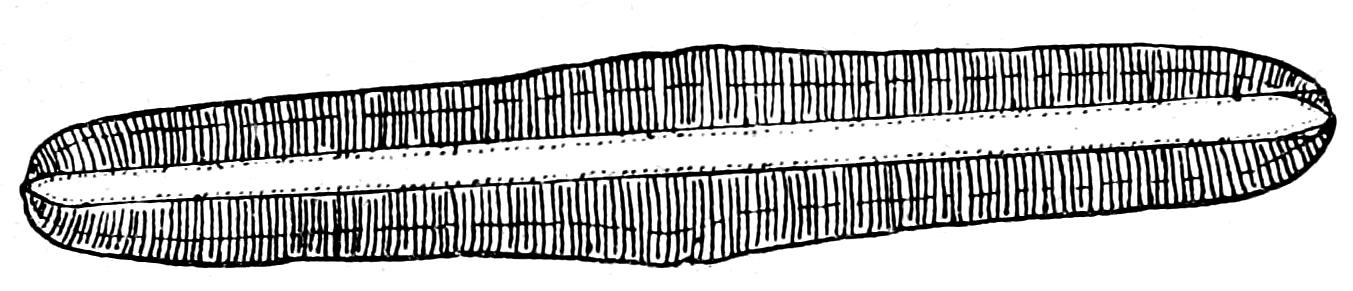
Rhoplodia gibba Kützing (sic!), Frustel (Illustration)

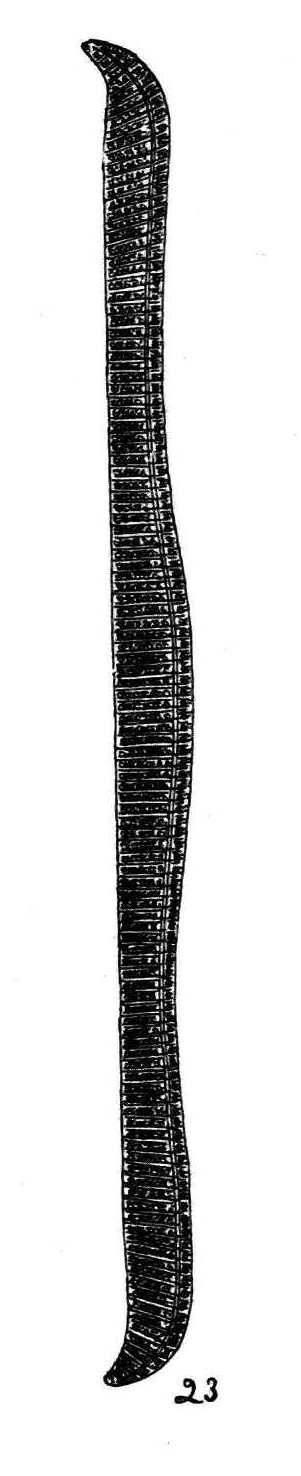
R. gibba (Kuetz.) Mueller (sic!)
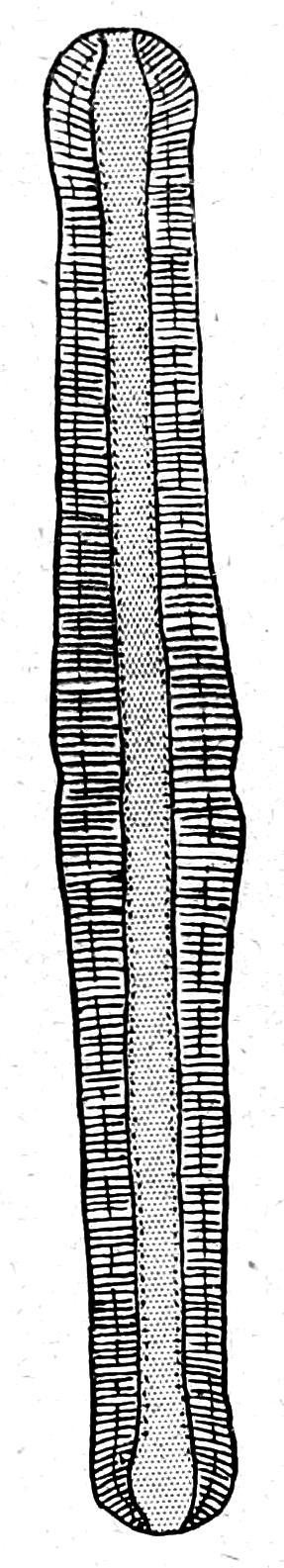
R. gibba O. Müller
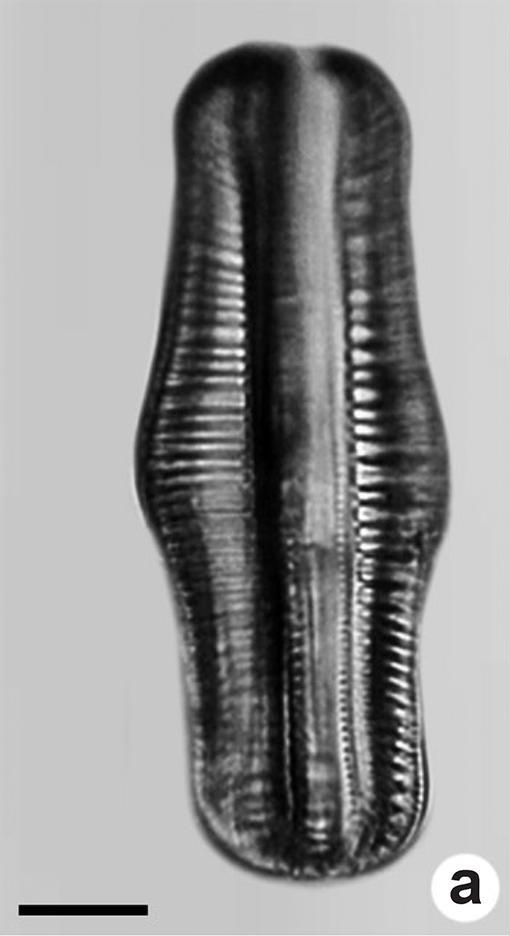
R. gibba vom Einzugsgebiet des Río Cali (englisch Cali River), Kolumbien. Balken 10 µm.
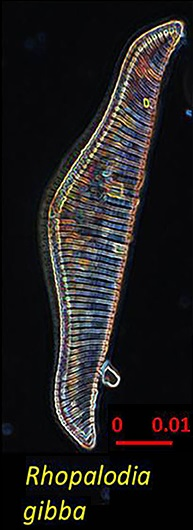
LM-Aufnahme von R. gibba aus der Ostsee, Nordeuropa

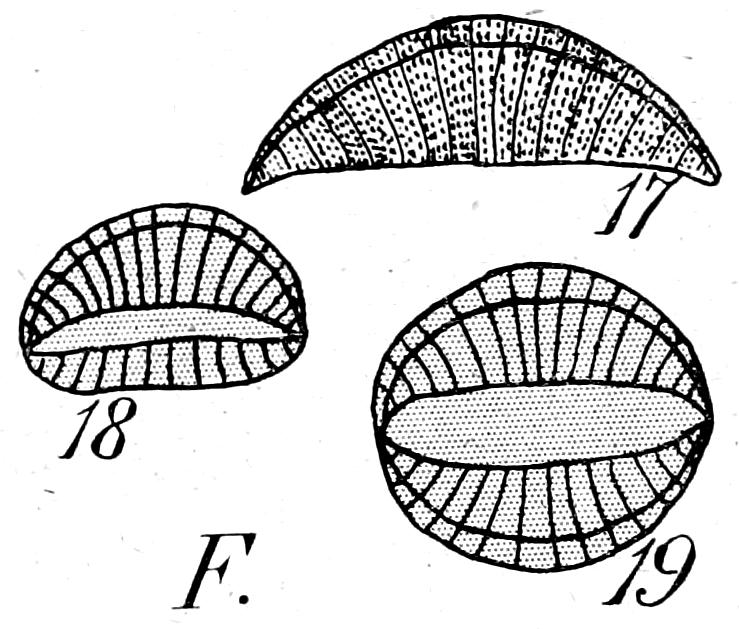
R. musculus Kützing. Frusteln 40 µm × 60 µm (Illustration).

## Phylogenie

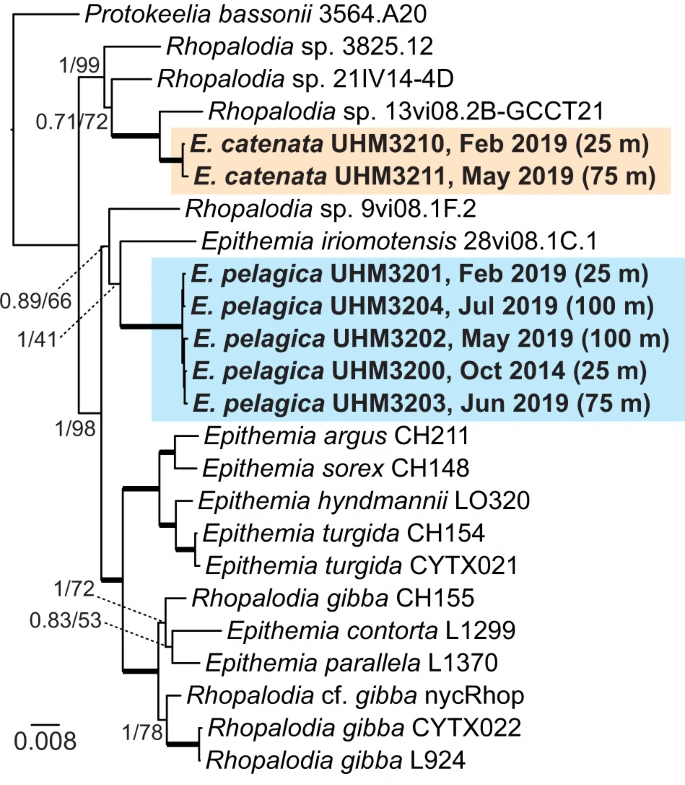
Phylogenetische Multigen-Analyse der Familie Rhopalodiaceae von Schvarcz et al. (2022)

Die Phylogenie von Schvarcz et al. (2022) legt tatsächlich nahe, dass die aktuell definierten Gattungen der Familie nicht monophyletisch sind.

## Endosymbiose und Sphäroidkörper

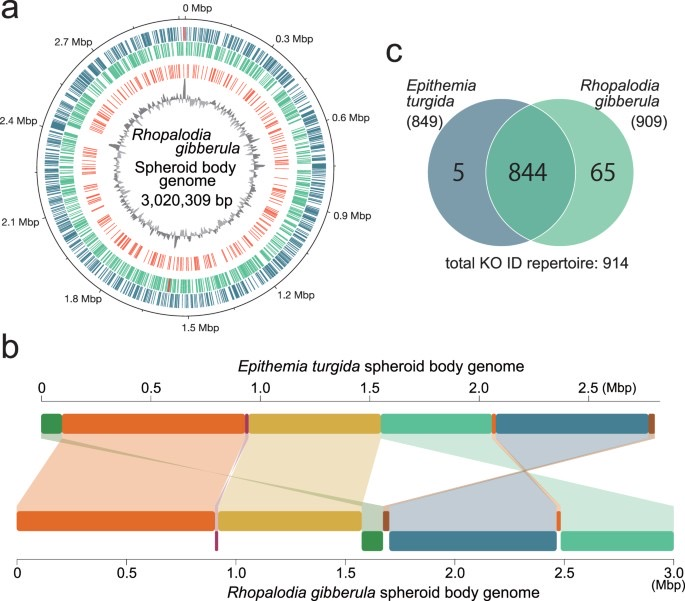
Das Sphäroidkörper-Genom von Rhopalodia gibberula und Vergleich mit dem Sphäroidkörper-Genom von Epithemia turgida

Diatomeen besitzen einen Harnstoffzyklus. Dies ist ein Merkmal, das sie mit den Tieren teilen, aber ungewöhnlich für autotrophe „pflanzliche“ Mikroorganismen ist; allerdings wird dieser Zyklus bei den Diatomeen für andere Stoffwechselzwecke genutzt.
Stickstofffixierung wird, soweit bisher bekannt (2004), nur von Bakterien durchgeführt und wurde nicht (auch) von Eukaryoten erfunden. Stickstoff fixierende Bakterien interagieren in der Regel mit eukaryotischen Partnern als extrazelluläre und temporär Stickstoff fixierende Symbionten, z. B. als Knöllchenbakterien im Wurzelgeflecht von Landpflanzen.
Die Kieselalgen der Familie Rhopalodiaceae sind gekennzeichnet durch cyanobakterielle Endosymbionten, die sog. Sphäroidkörper (englisch spheroid bodies).
Diese erscheinen annähernd kugelförmig (4-6 μm breit und 5-7 μm lang).
Diese Endosymbionten haben ihre für echte Cyanobakterien (Oxyphotobacteria) charakteristische Fähigkeit zur Photosynthese verloren. Dafür besitzen sie die Fähigkeit zur Stickstofffixierung, so dass die Kieselalgen mit ihnen atmosphärischen Stickstoff (N2) fixieren kann – im Austausch für organisch gebundenen Kohlenstoff.
Diese Funktion und Abstammung der Sphäroidkörper war schon geraume Zeit vermutet worden (Drum und Pankratz, 1965, Rhopalodia gibba und R. gibberula: „ellipsoid- bis eiförmige Einschlüsse“),
und konnte inzwischen durch genaue Untersuchung von Rhopalodia gibba bestätigt werden.
Die intrazellulären und permanent vorhandenen Sphäroidkörper in R. gibba haben gramnegative Merkmale und Thylakoide und können die Wirtszelle mit organischem Stickstoff versorgen.
Sie haben ihre eigene DNA; phylogenetische Analysen ihrer 16S-rRNA-Gene und der Gene für die Stickstofffixierung (nifD) ergaben, dass ihr Genom eng verwandt ist mit dem Stamm ATCC 51142 der freilebenden diazotrophen Cyanobakterien-Spezies Crocosphaera subtropica Mareš & J. R. Johansen (ursprünglich provisorisch als Cyanothece sp. ATCC 51142 bezeichnet)
und dem Stamm KO68DGA der Spezies Zehria sp. KO68DGA (ursprünglich als Gloeothece sp. KO68DGA bezeichnet).
Im Vergleich zu den cyanobakteriellen Verwandten der Sphäroidkörper zeigt deren Genom eine signifikante Reduktion (u. a. Verlust der Fähigkeit zur Photosynthese), so dass diese energetisch vom Beitrag des Kieselalgenwirts abhängig sind.
Das für die Stickstofffixierung verantwortliche Enzym Nitrogenase ist sauerstoffempfindlich, weshalb Stickstofffixierung und Photosynthese (Kohlenstofffixierung) nicht zur gleichen Zeit am gleichen Ort stattfinden können.
Nachweislich fixiert R. gibba auch dann Stickstoff, wenn Licht vorhanden ist. Wegen der durch die Kompartimentierung in den Sphäroidkörpern – und deren Unfähigkeit zur Photosynthese – bewirkten räumlichen Trennung ist eine zeitliche Trennung von Photosynthese und Stickstofffixierung und Photosynthese hier nicht nötig, so dass letztere auch tagsüber erfolgen kann.
Man nimmt daher an, dass die intrazellulären Sphäroidkörper von R. gibba ein vertikal (bei der Zellteilung der Kieselalgen auf ihre Tochterzellen) übertragenes, permanent endosymbiotisches Stadium darstellen. Es handelt sich damit um einen evolutionären Übergang von einem freilebenden diazotrophen Cyanobakterium zu einer stickstofffixierenden eukaryotischen Organell (ähnlich den Chloroplasten und Mitochondrien).
Diese Endosymbiose ähnelt der anderer Kieselalgen, die ebenfalls in Symbiose mit stickstofffixierenden Cyanobakterien leben, und zu den Gattungen Hemiaulus und Rhizosolenia (beide mit Richelia-Cyanobakterien) und Chaetoceros (mit Calothrix rhizosoleniae als epiphytischen cyanobakteriellen Symbionten) gehören. Die gegenseitige Abhängigkeit ist jedoch im vorliegenden fall viel größer.
Aus diesem Grund führten Solène Moulin et al. 2024 die neue Bezeichnung „Diazoplast“ für die Distickstoff-fixierenden und bislang nur morphologisch als Sphäroidkörper bezeichneten Organellen dieser Kieselalgen ein.
Mit Stand (2024) ist damit außer in der Paulinella-Klade (Silicofilosea – mit Schalen und Filopodien versehene Amöben: Cyanellen genannte Chromatophoren) und in der Familie Braarudosphaeraceae (Nitroplasten genannte Sphäroidkörper) ein weiteres primäres Endosymbiose-Ereignis, hier mit einem nicht-photosynthetischen cyanobakteriellen Symbionten, bekannt.